# Masters de Montecarlo 1971
El Abierto de Montecarlo 1971 fue un torneo de tenis masculino jugado sobre tierra batida. Fue la 65.ª edición de este torneo. Se celebró entre el 5 y el 11 de abril de 1971.

## Campeones

### Individuales
Ilie Năstase vence a  Tom Okker, 3–6, 8–6, 6–1, 6–1.

### Dobles
Ilie Năstase /  Ion Ţiriac vencen a  Tom Okker /  Roger Taylor, 1-6, 6-3, 6-3, 8-6.